# ジャッカル (企業)
株式会社ジャッカル（JACKALL inc.）は、滋賀県大津市に本社を置く日本の企業。

## 概要
釣り具の企画・開発・製造・販売を手掛けており、その中でもルアーフィッシング用品に特化して製品を展開している。

2010年には総合釣り具メーカーであるシマノと業務提携を締結した。なお、現在はシマノと関係が深いが、創業者で元代表取締役会長の加藤誠司と代表取締役社長の小野俊郎は共にダイワ精工（現グローブライド）の元社員である。

## 沿革
- 1999年1月6日 - 現代表取締役会長・加藤誠司により設立。
- 1999年 - HMKLのプラスティック製のルアーのデザインを担当するようになる。
- 1999年 - 「レイクポリス」ブランドのハードルアー第1弾RS-150を発売。
- 2001年 - プロショップオオツカのオリジナルワーム「虫」を手掛ける。
- 2002年7月 - 本社を大津市今堅田から真野に移転。[2]
- 2002年9月2日 - ダイワ精工（現グローブライド）、日本製粉と生分解性ソフトプラスチック素材「エディーム」を共同開発し、同素材を用いたワームを製品化することを発表。[3]
- 2010年8月31日 - シマノと共同製品開発等に関する業務提携を締結。[4]
- 2011年7月 - ジャッカルがプロデュースするアウトドアショップ「FISHROLIC」がオープン。
- 2013年1月1日 - シマノUSAがジャッカルのルアーの取り扱いを開始。[5]